# STEFER
La société STEFER S.p.A. - Società Tramvie & Ferrovie Elettriche di Roma, ou STFER comme sur le logo (entre 1903 et 1928), était la compagnie publique italienne chargée des transports en commun urbains de la ville de Rome, à l'époque composés : 
- des lignes de tramways dites des "Castelli Romani", partant de la gare de Rome Termini et desservant au sud les villes de Lanuvio et Velletri,
- du premier tronçon de la ligne B du métro de Rome,
- de plusieurs lignes ferroviaires du Latium, Rome-Lido, Rome-Civitacastellana-Viterbo et Rome-Fiuggi-Alatri-Frosinone.

## Histoire
La "Società delle Tramvie e Ferrovie Elettriche di Roma" - STFER, a été créée le  29 novembre 1899, afin d'obtenir les concessions pour la construction et l'exploitation des lignes urbaines et interurbaines de tramways et des voies ferrées secondaires, autour de la ville éternelle, Rome qui venait d'être la capitale (en 1871) de l'Italie à peine unifiée.
L'actionnaire principal de cette société était la société américaine Thomson-Houston, grande compagnie électrique américaine, connue à Rome pour avoir fourni les premiers véhicules pour le réseau des tramways urbains de Rome gérés par la société Società Romana Tramways Omnibus - SRTO.
En 1901, STFER obtient la concession pour une ligne de tramway interurbaine entre Rome et Castelli Romani, qui sera opérationnelle en 1903. À partir de 1916, vu l'expansion rapide de la ville, deux lignes urbaines ont été créées pour aller directement de la gare de Termini à Capannelle et Cinecittà.

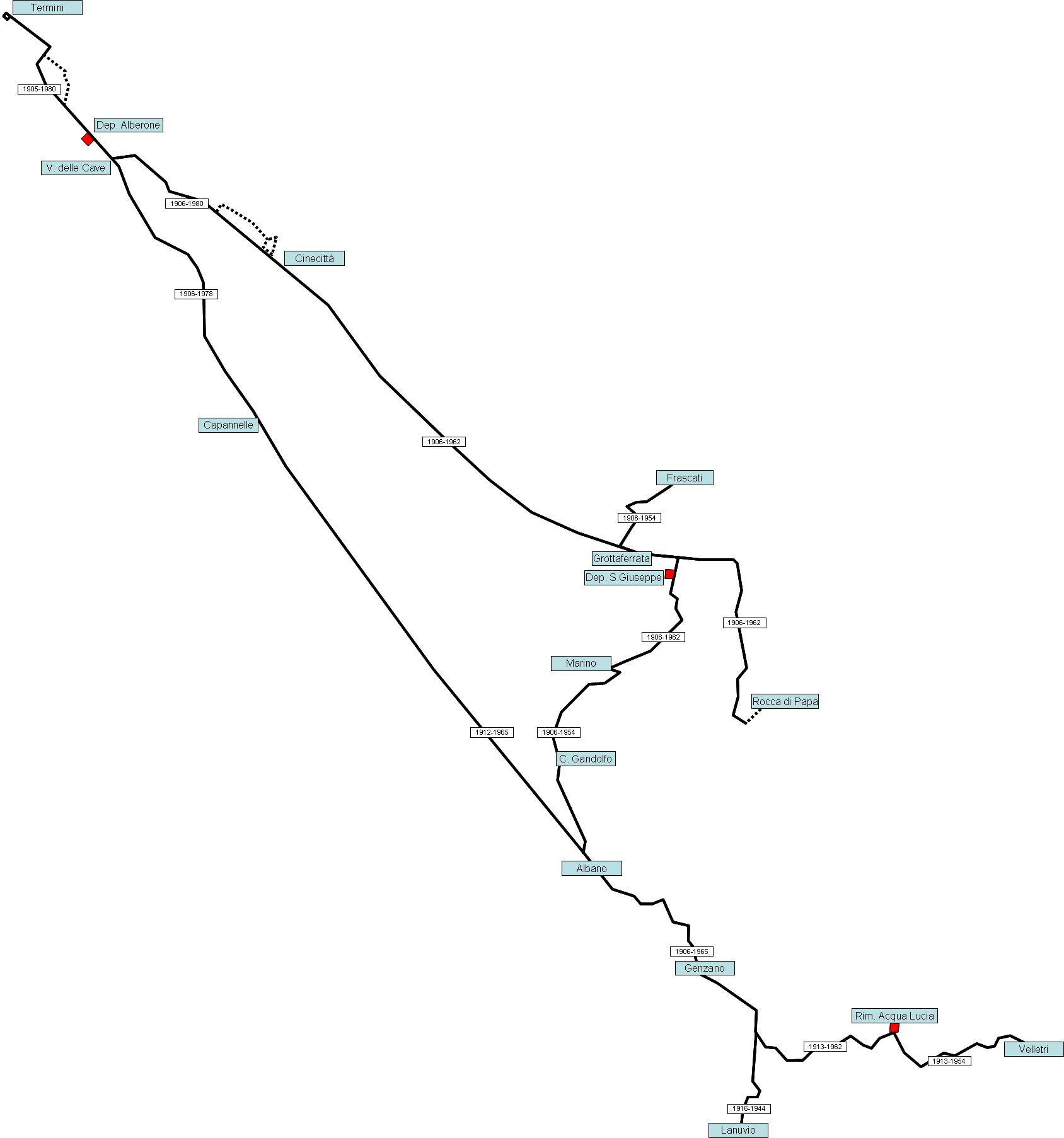
Plan des lignes de tramways "Castelli Romani"

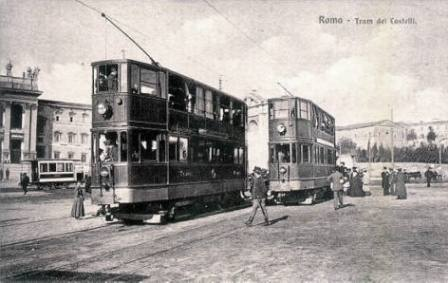
Tramways dei Castelli à Rome en 1906

Le 21 janvier 1928, la société STEFER est rachetée par le gouverneur de Rome pour améliorer la gestion et augmenter les liaisons entre Rome et Castelli Romani. Pour marquer la transition de gestionnaire, la raison sociale passe de STFER à STEFER. Le 22 novembre de la même année, la société rachète la ligne de tramway Rome-Tivoli, revendue le 1er juillet 1931 à ATAG (Azienda Tranvie e Autobus del Governatorato devenue ATAC le 9 août 1944).
En 1941, STEFER rachète les concessions des deux lignes ferroviaires Rome-Ostie Lido et Rome–Fiuggi–Alatri,, concentrant ainsi toutes les lignes au sud de Rome.
En 1955, STEFER devient l'acteur principal dans le projet de construction d'un métro à Rome et se voit confier la gestion de la première ligne du Métro de Rome, la première tranche de l'actuelle ligne B. Quelques années plus tard, STEFER débuta la construction de la ligne A.
Le 6 novembre 1976, les sociétés publiques STEFER et S.R.F.N. fusionnent pour donner naissance à A.CO.TRA.L. - Azienda COnsortile TRAsporti Laziali Groupement des Transports du Latium.

## Activité
Le premier réseau de transports en commun du Latium débute le 29 novembre 1899 avec la création de la compagnie STEFER, la première "Société de Tramways et de Transport Ferroviaire Électrifié" de Rome.
À travers cette société, la politique des transports de l'époque voulait orienter des investissements vers une activité vraiment utile pour la collectivité. (NDR : petit rappel, si Rome a été la capitale de l'Empire romain pendant 357 ans, à cette époque Rome n'était devenue capitale de l'Italie que depuis 1871. Précédemment ce n'était que la capitale des Etats pontificaux durant 11 siècles. Rome est la commune la plus peuplée d'Italie et la troisième plus étendue d'Europe après Moscou et Londres. Son aire urbaine recensait 4,36 millions d'habitants en 2016).
Le programme des transports en commun de Rome prévoyait « des voies ferrées et des tramways à traction animale, à vapeur ou électrique ». Ce programme, présenté aux dirigeants de la Province et à la mairie de Rome, fut le déclenchement de la constitution d'un très vaste réseau de transports comprenant très vite un réseau de tramways, trains et autobus qui s'étendit jusque dans la province voisine de Frosinone, en suivant les anciennes voies romaines Casilina, Anagnina, Prenestina, Tuscolana, Appia et surtout vers la ville et le port d'Ostie.
Le programme de transports en commun romain et les décisions gouvernementales de la période fasciste incitèrent toutes les municipalités, qui ne disposaient encore pas de réseaux municipaux, de constituer les fameuses sociétés "ATM" Sociétés Municipales de Transport.
L'année 1941 représente une étape importante dans l'histoire des transports en commun du Latium. Le 26 juillet, STEFER rachète la concession de la voie ferrée Rome-Ostie Lido inaugurée le 10 août 1924. Le 18 août elle rachète également la concession de la ligne Rome-Fiuggi. C'était la première fois qu'un tel regroupement était opéré.
Le 22 avril 1952, le Président de la République italienne Luigi Einaudi, inaugure la ligne ferroviaire urbaine partant de la gare Rome Magliana de la ligne Rome-Lido et la ligne B du métro entre Termini et le nouveau quartier EUR, créé pour l'Exposition Universelle Rome 1942. (NDR : l'Italie avait quité le statut de la royauté pour devenir une république que depuis 1946)
Le 6 novembre 1976, une révolution dans le monde des transports en commun italiens s'annonce, les sociétés publiques STEFER et S.R.F.N. fusionnent pour donner naissance à A.CO.TRA.L. - Azienda COnsortile TRAsporti Laziali Groupement des Transports du Latium.
Vers la fin des années 1970, dans le cadre de l'extension du réseau métropolitain de Rome, A.CO.TRA.L. s'est vu confier la gestion de la ligne A du métro de Rome, ouverte en 1980.
Conformément à la loi instaurant une décentralisation accrue avec la réforme des pouvoirs et autonomies locales, loi n° 142 du 8 juin 1990, le 24 février 1993, A.CO.TRA.L. devient CO.TRA.L. - COnsorzio TRAsporti Pubblici Lazio et reprend de fait toutes les concessions de la Région Latium pour les transports en commun extra-urbains routiers, celles de la Mairie de Rome pour la gestion des lignes A & B du métro, et celles du Ministère des Transports pour les concessions des voies ferrées Rome-Lido, Rome-Pantano et Rome-Viterbo.

## Parc matériel roulant des tramways de Rome
- Tramways STEFER (1899-1976)
  - Groupe 20 à 2 étages
  - Groupe 30
  - Groupe 40
  - Groupe 60 & 70 (1911-1912)
  - Napolitaine
  - Groupe 80 & 90
  - Série 300 & 320
  - Série 400
  - Série 500
  - Série 200
  - Série 400/420

- Tramways SRTO (1909-1919)
  - Série 200
  - Série 300
  - Série Ringhoffer
  - Série 400
  - Série 800
  - Attelage STRO

- Tramways ATAG - ATAC (1929-en cours)
  - MRS Série 2000
  - MRS Série 2100
  - MRS Série 2200
  - MRS 2P.1 2 étages
  - Série 5000 MATER
  - Série 7000 Stanga
  - Série 2500 "Bassotte"
  - Série 8000
  - Série 9000 SOCIMI
  - Cityway 1
  - Cityway 2
  - Service

- Tramways AATM - ATG (1909-1929)
  - Charleroi
  - Dick, Kerr
  - 6 modules
  - 7 modules
  - 8 modules

- Constructeurs
  - Diatto
  - OFM
  - Nobili
  - Reggiane
  - Caproni
  - Casaralta
  - Carminati & Toselli
  - Fiat Ferroviaria
  - Mater
  - OM
  - Stanga,
  - Bauchiero - Moncenisio
  - Breda
  - Savigliano
  - Socimi
  - CGE
  - Tecnomasio Italiano